# Красновский, Владимир Сергеевич
Влади́мир Серге́евич Красно́вский (8 июня 1933, Москва — 21 ноября 1982) — советский композитор, автор-исполнитель. Автор песни «Городок» («народное» название «Таруса») на одноимённое стихотворение Николая Заболоцкого.

## Биография
Владимир Красновский родился 8 июня 1933 года в Москве.
Его отчим — Ерёмин, Дмитрий Иванович, писатель, получил Сталинскую премию за роман «Гроза над Римом» о послевоенной политической борьбе в Италии, и имел литфондовскую дачу в Переделкине, подмосковном писательском посёлке.
Окончил факультет русского языка и литературы Московского государственного педагогического института имени В. И. Ленина.
С 1953 года начал писать музыку к студенческим и туристским песням на стихи русских поэтов-современников — Евгения Евтушенко, Роберта Рождественского, Константина Ваншенкина, Николая Заболоцкого и др. Самая известная песня Красновского — «Городок» («народное» название «Таруса») на одноимённое стихотворение Заболоцкого. Писал также песни на стихи своих друзей по институту — Юрия Визбора, Максима Кусургашева, Юрия Ряшенцева.
Умер 21 ноября 1982 года. Похоронен на Востряковском кладбище.

## Цитаты
Юрий Визбор:
Не было человека в моей судьбе, который оказал бы на меня большее влияние, чем Володя. В школе он обучил меня играть на гитаре. В институт, и именно в этот, я поступил только из-за него, поддавшись его нехитрым аргументам. Он научил меня любить музыку, песни. Он, а не мифическая «учительница славная моя», обучил меня любить и понимать литературу. Мы добились того, что нас вместе распределили после института работать в Архангельской области в одной школе. И если я могу сейчас заплакать при звуках «Осенней песни» Чайковского, то оттого, что в бревенчатой комнате, озаряемой светом идущих с Воркуты паровозов, долгими вечерами Володя разучивал на гитаре «Осеннюю песню», и тихий голос этой мелодии вставал над нами обоими как чудо, и мы часто говорили об этом чуде. Потом нас обоих призвали в армию, и мы попали в один город на севере, в одну часть, в один взвод. Мы с ним все узнавали и узнавали жизнь, дальше было некуда. Володина сцена отодвигалась куда-то, но он не сдавался. Уже после армии он много раз пытался поступить в театральный вуз, работая учителем в московской школе, занимался в известной студии у артиста Богомолова (где, кстати, занимался и В. Высоцкий), но не сложилось, не поступилось, время было упущено. Он был странноват, этот толстяк-учитель, не без способностей, конечно, но — старомодный, смешноватый, с устаревшей семиструнной (не как у людей — шестиструнной) гитарой…